# Parafia św. Jana Chrzciciela w Kijowcu
Parafia Świętego Jana Chrzciciela w Kijowcu – parafia rzymskokatolicka, znajdująca się w diecezji włocławskiej, w dekanacie ślesińskim.